# Тімоніум (Меріленд)
Тімоніум (англ. Timonium) — переписна місцевість (CDP) в США, в окрузі Балтимор штату Меріленд. Населення — 10 458 осіб (2020).

## Географія
Тімоніум розташований за координатами 39°26′39″ пн. ш. 76°36′27″ зх. д. / 39.44417° пн. ш. 76.60750° зх. д. (39.444084, -76.607590).  За даними Бюро перепису населення США в 2010 році переписна місцевість мала площу 13,87 км², з яких 13,87 км² — суходіл та 0,01 км² — водойми.

## Демографія
Згідно з переписом 2010 року, у переписній місцевості мешкало 9925 осіб у 3963 домогосподарствах у складі 2620 родин. Густота населення становила 715 осіб/км².  Було 4139 помешкань (298/км²).
Расовий склад населення:
| - 86,2 % — білих - 7,8 % — азіатів - 3,4 % — чорних або афроамериканців - 0,1 % — вихідців з тихоокеанських островів |

До двох чи більше рас належало 1,7 %. Частка іспаномовних становила 3,0 % від усіх жителів.
За віковим діапазоном населення розподілялося таким чином: 19,6 % — особи молодші 18 років, 52,2 % — особи у віці 18—64 років, 28,2 % — особи у віці 65 років та старші. Медіана віку мешканця становила 49,2 року. На 100 осіб жіночої статі у переписній місцевості припадало 85,0 чоловіків;  на 100 жінок у віці від 18 років та старших — 81,2 чоловіків також старших 18 років.
Середній дохід на одне домашнє господарство  становив 107 261 долар США (медіана — 86 369), а середній дохід на одну сім'ю — 132 050 доларів (медіана — 114 566). Медіана доходів становила 77 854 долари для чоловіків та 55 610 доларів для жінок. За межею бідності перебувало 4,2 % осіб, у тому числі 4,7 % дітей у віці до 18 років та 2,1 % осіб у віці 65 років та старших.
Цивільне працевлаштоване населення становило 5020 осіб. Основні галузі зайнятості: освіта, охорона здоров'я та соціальна допомога — 33,9 %, науковці, спеціалісти, менеджери — 11,6 %, фінанси, страхування та нерухомість — 9,6 %, роздрібна торгівля — 9,3 %.